# Aubréville
Aubréville é uma comuna francesa na região administrativa de Grande Leste, no departamento de Meuse. Estende-se por uma área de 28,99 km². Em 2010 a comuna tinha 372 habitantes (densidade: 12,8 hab./km²).